# Angus Gilmour
Angus Gilmour (* 5. August 1990) ist ein schottischer Badmintonspieler. 

## Karriere
Angus Gilmour qualifizierte sich für die Badminton-Weltmeisterschaft 2011. Dort startete er im Herrendoppel mit Martin Campbell. Beide unterlagen jedoch gleich in ihrem Auftaktmatch gegen Ross Smith und Glenn Warfe aus Australien und wurden somit 33. in der Endabrechnung.